# Pulitzer-Preis 2009
Der Pulitzer-Preis 2009 war die 93. Verleihung des renommierten US-amerikanischen Literaturpreises. Die Preisträger wurden am 20. April 2009 bekannt gegeben. Eine besondere Ehrung (Special Awards and Citations) wurde 2009 nicht ausgesprochen. Nachfolgend sind die Gewinner in jeder Kategorie aufgeführt.
Die Jury bestand aus 18 Personen unter dem Vorsitz von Richard Oppel, der von 1995 bis 2008 Redakteur des Austin American-Statesman war.

## Preisträger
| Kategorie                                                  | Preisträger                                                                      | Begründung |
| ---------------------------------------------------------- | -------------------------------------------------------------------------------- | --- |
| Dienst an der Öffentlichkeit (Public Service)              | Las Vegas Sun und insbesondere die mutige Berichterstattung von Alexandra Berzon | Preis verliehen für die Aufdeckung der hohen Todesrate unter Bauarbeitern am Las Vegas Strip bei laxer Durchsetzung von Vorschriften, was zu Änderungen der Politik und verbesserten Sicherheitsbedingungen führte. |
| Aktuelle Berichterstattung (Breaking News Reporting)       | Mitarbeiter der The New York Times                                               | Preis verliehen für die schnelle und umfassende Berichterstattung über den Sex-Skandal, der zum Rücktritt von Gouverneur Eliot Spitzer führte, indem sie die Geschichte auf ihrer Website aufdeckte und sie dann mit maßgeblichen, schnellen Berichten weiterentwickelte. |
| Investigativer Journalismus (Investigative Reporting)      | David Barstow von The New York Times                                             | Preis verliehen für seine hartnäckige Berichterstattung, die aufdeckte, wie einige pensionierte Generäle, die als Radio- und Fernsehanalysten arbeiteten, vom Pentagon kooptiert wurden, um dessen Argumente für den Irak-Krieg zu untermauern, und wie viele von ihnen auch unentdeckte Verbindungen zu Unternehmen hatten, die von der Politik profitierten, die sie verteidigten. |
| Hintergrundberichterstattung (Explanatory Reporting)       | Bettina Boxall und Julie Cart von Los Angeles Times                              | Preis verliehen für ihre frische und sorgfältige Untersuchung der Kosten und Effektivität der Versuche, die wachsende Bedrohung durch Waldbrände im Westen der USA zu bekämpfen. |
| Lokale Berichterstattung (Local Reporting)                 | Mitarbeiter der Detroit Free Press, insbesondere Jim Schaefer und M.L. Elrick    | Preis verliehen für ihre Aufdeckung eines Lügenmusters von Bürgermeister Kwame Kilpatrick, das die Leugnung einer sexuellen Beziehung mit seinem weiblichen Stabschef beinhaltete, was eine Untersuchung wegen Meineids nach sich zog, die schließlich zu Gefängnisstrafen für die beiden Beamten führte.                                                                            |
| Lokale Berichterstattung (Local Reporting)                 | Ryan Gabrielson und Paul Giblin von East Valley Tribune Arizona                  | Preis verliehen für ihren geschickten Einsatz begrenzter Ressourcen, um in Print und Online aufzuzeigen, wie der Fokus eines beliebten Sheriffs auf die Durchsetzung der Einwanderungsbestimmungen die Untersuchung von Gewaltverbrechen und andere Aspekte der öffentlichen Sicherheit gefährdete.                                                                                  |
| Berichterstattung im Inland (National Reporting)           | Mitarbeiter der Tampa Bay Times                                                  | Preis verliehen für „PolitiFact“, die Initiative zur Überprüfung von Fakten während des Präsidentschaftswahlkampfes 2008, die mit Hilfe von Reportern und der Macht des World Wide Web mehr als 750 politische Behauptungen untersuchte und Rhetorik von der Wahrheit trennte, um die Wähler aufzuklären. (Vom Vorstand in die Kategorie „Nationale Berichterstattung“ verschoben.)  |
| Auslandsberichterstattung (International Reporting)        | Mitarbeiter der The New York Times                                               | Preis verliehen für ihre meisterhafte, bahnbrechende Berichterstattung über Amerikas sich vertiefende militärische und politische Herausforderungen in Afghanistan und Pakistan, die häufig unter gefährlichen Bedingungen erfolgte. |
| Feature Writing (Feature Writing)                          | Lane DeGregory von Tampa Bay Times                                               | Preis verliehen für ihre bewegende, detailreiche Geschichte eines vernachlässigten kleinen Mädchens, das in einem verrotteten Zimmer gefunden wurde, unfähig zu sprechen oder sich selbst zu ernähren und das von einer neuen Familie adoptiert wurde, die sich ihrer Fürsorge verschrieb.                                                                                           |
| Kommentar (Commentary)                                     | Eugene Robinson von The Washington Post                                          | Preis verliehen für seine wortgewandten Kolumnen über den Präsidentschaftswahlkampf 2008, die sich auf die Wahl des ersten afroamerikanischen Präsidenten konzentrieren und dabei eine anmutige Schreibe und ein Verständnis für das größere historische Bild zeigen. |
| Kritik (Criticism)                                         | Holland Cotter von The New York Times                                            | Preis verliehen für seine weitreichenden Rezensionen über Kunst, von Manhattan bis China, die sich durch scharfe Beobachtung, brillanten Schreibstil und dramatische Geschichten auszeichnen. |
| Leitartikel (Editorial Writing)                            | Mark Mahoney von The Post-Star, Glens Falls                                      | Preis verliehen für seine unerbittlichen, bodenständigen Leitartikel über die Gefahren der Geheimhaltung durch die lokale Regierung, in denen er die Bürger effektiv ermahnt, ihr Recht auf Wissen zu wahren. |
| Karikatur (Editorial Cartooning)                           | Steve Breen von der San Diego Union-Tribune                                      | Preis verliehen für seinen geschickten Einsatz eines klassischen Stils, um weitreichende Cartoons zu produzieren, die die Leser mit Kraft, Klarheit und Humor ansprechen. |
| Aktuelle Fotoberichterstattung (Breaking News Photography) | Patrick Farrell von The Miami Herald                                             | Preis verliehen für seine provokanten, tadellos komponierten Bilder der Verzweiflung, nachdem Hurrikan Ike und andere tödliche Stürme eine humanitäre Katastrophe in Haiti verursacht hatten. |
| Feature-Fotoberichterstattung (Feature Photography)        | Damon Winter von The New York Times                                              | Preis verliehen für seine denkwürdige Reihe von Bildern, die geschickt die verschiedenen Facetten von Barack Obamas Präsidentschaftskampagne einfangen. |

| Kategorie                                                   | Preisträger |
| ----------------------------------------------------------- | --- |
| Belletristik (Fiction)                                      | Olive Kitteridge von Elizabeth Strout                                                                                     |
| Theater (Drama)                                             | Ruined von Lynn Nottage                                                                                                   |
| Geschichte (History)                                        | The Hemingses of Monticello: An American Family von Annette Gordon-Reed                                                   |
| Biographie oder Autobiographie (Biography or Autobiography) | American Lion: Andrew Jackson in the White House von Jon Meacham                                                          |
| Dichtung (Poetry)                                           | The Shadow of Sirius von W. S. Merwin                                                                                     |
| Sachbuch (General Nonfiction)                               | Slavery by Another Name: The Re-Enslavement of Black Americans from the Civil War to World War II von Douglas A. Blackmon |
| Musik (Music)                                               | Double Sextet von Steve Reich                                                                                             |

Eine Besondere Erwähnung (Special Awards and Citations) wurde im Jahr 2009 nicht ausgesprochen.